# Posłowie na Sejm Republiki Łotewskiej XI kadencji
Posłowie na Sejm Republiki Łotewskiej XI kadencji (łot. 11. Saeimas deputāti) – łotewscy parlamentarzyści wybrani w głosowaniu z 17 września 2011. 

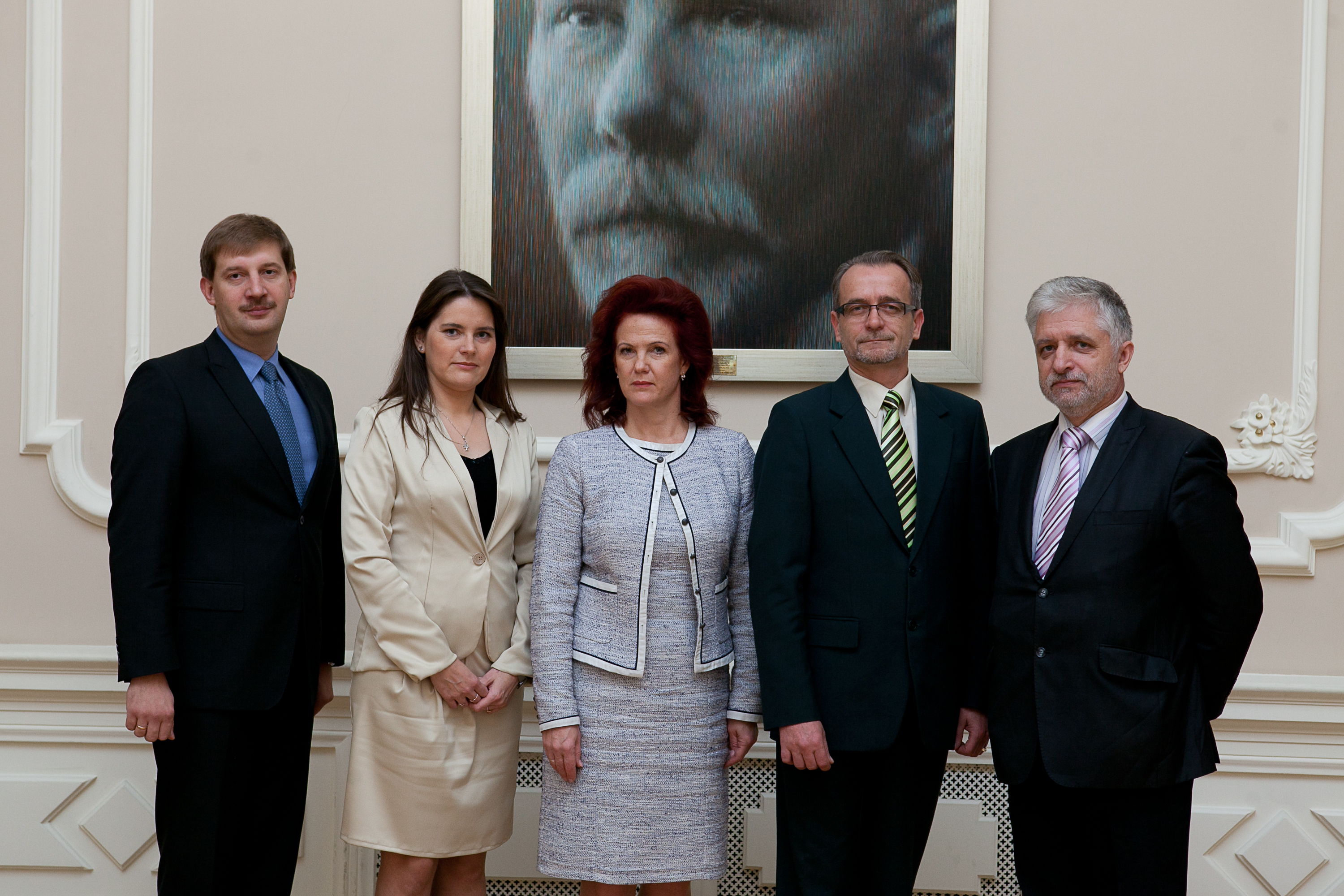
Prezydium Sejmu XI kadencji. Od lewej Andriej Klementiew, Inga Bite, Solvita Āboltiņa, Dzintars Rasnačs i Jānis Vucāns.

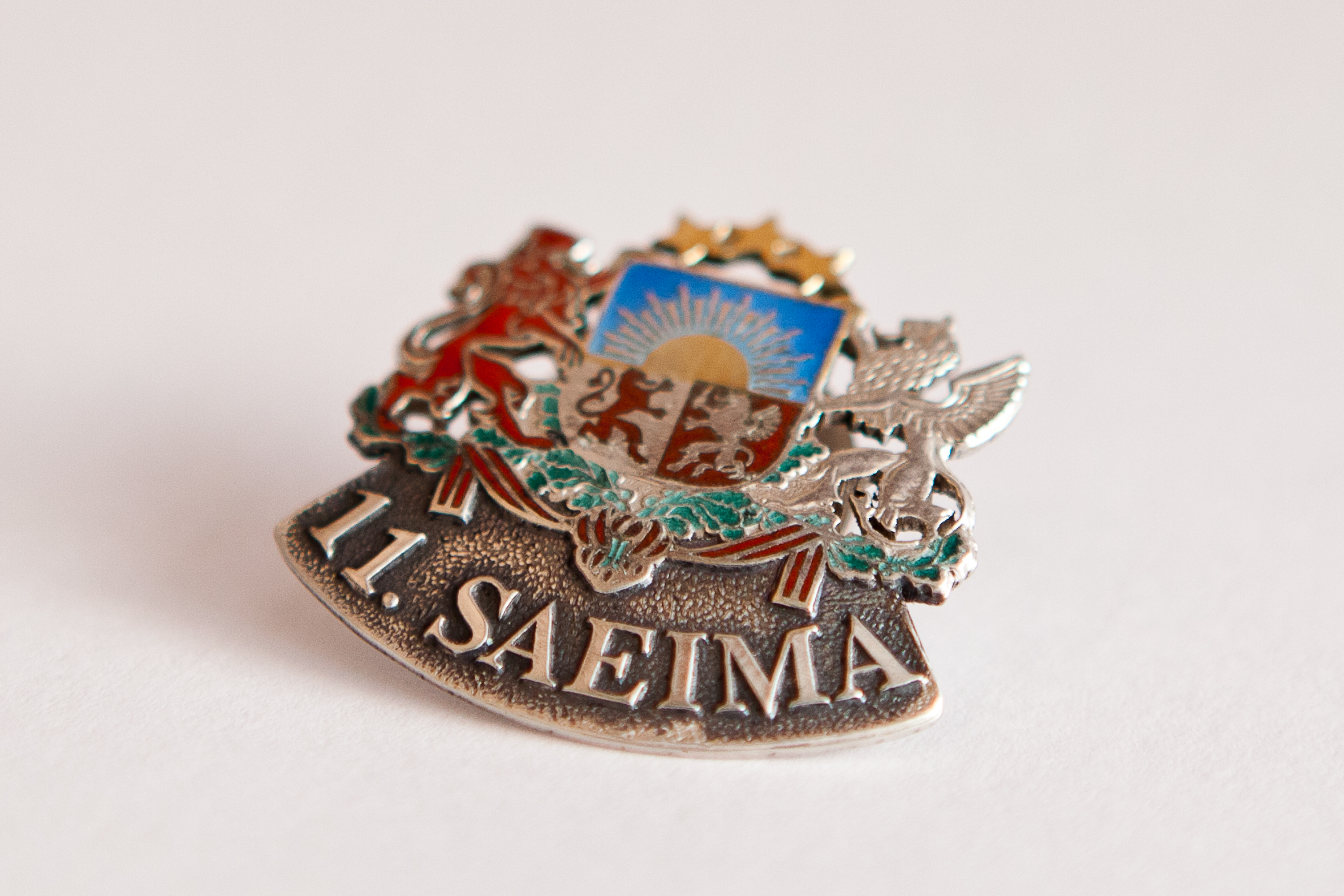
Znaczek posła na Sejm XI kadencji.

## Wprowadzenie
W wyniku wyborów Centrum Zgody uzyskało 31 mandatów, Partia Reform Zatlersa – 22, „Jedność” – 20, Zjednoczenie Narodowe „Wszystko dla Łotwy! – Dla Ojczyzny i Wolności/LNNK” – 14, zaś Związek Zielonych i Rolników – 13. Dzień przed pierwszym posiedzeniem Sejmu z grona posłów elektów Partii Reform Zatlersa wyłoniła się sześcioosobowa grupa, która nie przystąpiła do klubu ZRP. Parlament XI kadencji rozpoczął pracę 17 października 2011. Następnego dnia wybrano Prezydium Sejmu: przewodniczącą została ponownie Solvita Āboltiņa, wiceprzewodniczącymi Ingę Bite (ZRP) i Andrieja Klementiewa (SC), zaś sekretarzem i jego zastępcą Dzintars Rasnačs (VL!–TB/LNNK) i Jānis Vucāns (ZZS).

## Lista posłów XI kadencji
1. Centrum Zgody
- Posłowie z okręgu Ryga
  - Jānis Urbanovičs
  - Andriej Klementiew
  - Artūrs Rubiks
  - Boriss Cilevičs
  - Sergiej Mirski
  - Nikołaj Kabanow
  - Nikita Nikiforow
  - Mihails Zemļinskis
  - Igor Zujew
  - Igor Pimonow
  - Siergiej Potapkin
  - Igor Mielnikow

- Posłowie z okręgu Kurlandia
  - Walerij Agieszyn
  - Andrejs Elksniņš

- Posłowie z okręgu Semigalia
  - Ivars Zariņš
  - Witalij Orłow

- Posłowie z okręgu Vidzeme
  - Sergiej Dołgopołow
  - Iwan Klementiew
  - Jānis Ādamsons
  - Aleksandr Sakowski
  - Wiktor Jakowlew

- Posłowie z okręgu Łatgalia
  - Jānis Tutins
  - Raimonds Rubiks
  - Iwan Ribakow
  - Władimir Nikonow
  - Aleksandr Jakimow
  - Dmitrijs Rodionovs
  - Jelena Lazarowa
  - Mariana Iwanowa-Jewsiejewa

2. JEDNOŚĆ
- Posłowie z okręgu Ryga
  - Andris Vilks
    - Lolita Čigāne (od 3 listopada 2011[5])

  - Andrejs Judins
  - Ojārs Kalniņš
  - Ilze Viņķele
    - Rasma Kārkliņa (od 3 listopada 2011 do 23 stycznia 2014[5])
      - Ilze Viņķele (od 23 stycznia 2014[6])

- Posłowie z okręgu Kurlandia 
  - Solvita Āboltiņa

- Posłowie z okręgu Semigalia
  - Atis Lejiņš
  - Dzintars Zaķis
  - Jānis Reirs

- Posłowie z okręgu Vidzeme
  - Valdis Dombrovskis
    - Ingmārs Čaklais (od 3 listopada 2011[5])
      - Liene Liepiņa (od 12 września 2013[7] do 23 stycznia 2014[6])
        - Valdis Dombrovskis (od 23 stycznia 2014[6])
          - Liene Liepiņa (od 5 czerwca 2014[8])

  - Artis Pabriks
    - Arvils Ašeradens (od 3 listopada 2011 do 23 stycznia 2014[5])
      - Artis Pabriks (od 23 stycznia 2014[6])
        - Ilze Vergina (od 5 czerwca 2014[8])

  - Ilma Čepāne
  - Ainars Latkovskis
  - Ina Druviete
    - Arvils Ašeradens (od 23 stycznia 2014[6])

  - Dzintars Ābiķis
  - Edvards Smiltēns

- Posłowie z okręgu Łatgalii
  - Jānis Lāčplēsis
    - Līvija Plavinska (od 12 września 2013[7])

  - Aleksejs Loskutovs

3. Partia Reform
- Posłowie z okręgu Ryga
  - Edmunds Sprūdžs
    - Daina Kazāka (od 3 listopada 2011[5])

  - Vjačeslavs Dombrovskis
    - Vilnis Ķirsis (od 6 czerwca 2013[9])

  - Valdis Liepiņš
  - Kārlis Eņģelis

- Posłowie z okręgu Kurlandia
  - Inita Bišofa
  - Inese Lībiņa-Egnere
  - Edmunds Demiters

- Posłowie z okręgu Semigalia
  - Jānis Ozoliņš

Posłowie z okręgu Vidzeme
- - Valdis Zatlers
  - Zanda Kalniņa-Lukaševica
  - Romualds Ražuks
  - Guntars Bilsēns

- Posłowie z okręgu Łatgalia
  - Juris Viļums
  - Gunārs Igaunis

4. Zjednoczenie Narodowe „Wszystko dla Łotwy!” – TB/LNNK
- Posłowie z okręgu Ryga
  - Einārs Cilinskis
    - Lelde Stumbre (od 30 stycznia 2014[10])

  - Dzintars Rasnačs
  - Ilmārs Latkovskis

- Posłowie z okręgu Kurlandia 
  - Gaidis Bērziņš
    - Raivis Blumfelds (od 3 listopada 2011[5] do 5 lipca 2012)
      - Gaidis Bērziņš (od 5 lipca 2012[11])

  - Dzintars Kudums

- Posłowie z okręgu Semigalia
  - Imants Parādnieks
  - Vineta Poriņa

- Posłowie z okręgu Vidzeme
  - Raivis Dzintars
  - Jānis Dombrava
  - Ināra Mūrniece
  - Romāns Naudiņš
    - Gunta Liepiņa (od 10 kwietnia 2014[12])

  - Kārlis Krēsliņš
    - Gatis Sprūds (od 10 kwietnia 2014[12])

- Posłowie z okręgu Łatgalia
  - Inese Laizāne

5. Związek Zielonych i Rolników
- Posłowie z okręgu Ryga
  - Raimonds Vējonis
    - Jānis Strazdiņš (od 6 lutego 2014[13])

  - Kārlis Seržants

- Posłowie z okręgu Kurlandia
  - Dana Reizniece-Ozola (od 17 do 20 października 2011; od 8 marca 2012)	
    - Ilona Jurševska (od 20 października 2011[14] do 8 marca 2012[15].)

  - Aija Barča
  - Jānis Vucāns

- Posłowie z okręgu Semigalia
  - Augusts Brigmanis
  - Andris Bērziņš
  - Uldis Augulis
    - Juris Vectirāns (od 23 stycznia 2014[6])

- Posłowie z okręgu Vidzeme
  - Jānis Dūklavs
    - Inese Aizstrauta (od 23 stycznia 2014[6])

  - Ingmārs Līdaka
  - Iveta Grigule
    - Māris Kučinskis (od 5 czerwca 2014[8])

- Posłowie z okręgu Łatgalia
  - Rihards Eigims
  - Jānis Klaužs

6. Niezrzeszeni
- Posłowie z okręgu Ryga
  - Dāvis Stalts (wybrany z listy VL!–TB/LNNK)
  - Inga Bite (wybrana z listy Partii Reform Zatlersa)
  - Andris Buiķis (wybrany z listy Jedności)
  - Inguna Rībena (wybrana z listy Jedności)
  - Irina Cwietkowa (wybrana z listy Centrum Zgody)

- Posłowie z okręgu Kurlandia
  - Jānis Junkurs (wybrany z listy Partii Reform Zatlersa)
  - Janīna Kursīte-Pakule (wybrana z listy Jedności)

- Posłowie z okręgu Semigalia
  - Klāvs Olšteins (wybrany z listy Partii Reform Zatlersa)
  - Viktors Valainis (wybrany z listy Partii Reform Zatlersa)
  - Vladimirs Reskājs (wybrany z listy Centrum Zgody)
  - Inga Vanaga (wybrana z listy Partii Reform Zatlersa)

- Posłowie z okręgu Vidzeme
  - Gunārs Rusiņš (wybrany z listy Partii Reform Zatlersa)
  - Elīna Siliņa (wybrany z listy Partii Reform Zatlersa)
  - Jānis Upenieks (wybrany z listy Partii Reform Zatlersa)